# Пандо Пеев
Пандо Киров Пеев (изписване до 1945 година: Пандо Киров Пѣевъ) е български революционер, деец на Вътрешната македоно-одринска революционна организация.

## Биография
Пандо Пеев е роден през 1881 година в костурското село Желево, тогава в Османската империя, днес в Гърция. Присъединява се към ВМОРО и през 1903 година участва в четите на Васил Бекяров и Коте Христов през Илинденско-Преображенското въстание. На 20 юли 1903 година опожаряват Пъпли, а след въстанието през 1904 година бяга в Канада, където участва във формирането на македонски дружества. След края на Първата световна война се включва в дейността на Македонската патриотична организация в САЩ и Канада. През 1926 година се заселва в България, където се присъединява към Илинденската организация.
На 15 февруари 1943 година, като жител на Красно село, подава молба за народна пенсия, която е одобрена и отпусната от Министерския съвет на Царство България.